# Venus Lacy
För andra betydelser, se Venus (olika betydelser).
Venus Lacy, född den 9 februari 1967 i Chattanooga, Tennessee, är en amerikansk före detta basketspelare som tog tog OS-guld 1996 i Atlanta. Detta kom att bli USA:s första OS-guld i dambasket i en lång segersvit som hållit i sig till idag.